# Beinn a’ Chleibh
Der Beinn a’ Chleibh ist ein 916 m (3.005 ft) hoher Berg in Schottland. Sein gälischer Name bedeutet etwa Berg des Korbs oder Berg der Truhe. Er liegt in den südlichen Highlands zwischen den Orten Crianlarich und Dalmally an der Grenze zum Loch Lomond and the Trossachs National Park und ist als Munro eingestuft. Mit seiner Höhe überschreitet der Beinn a’ Chleibh nur ganz knapp die Mindesthöhe von 3000 Fuß (entspricht 914,4 m) für Munros. Lediglich einer der insgesamt 282 Munros, der Beinn Teallach, ist mit 915 Metern niedriger als der Beinn a’ Chleibh.

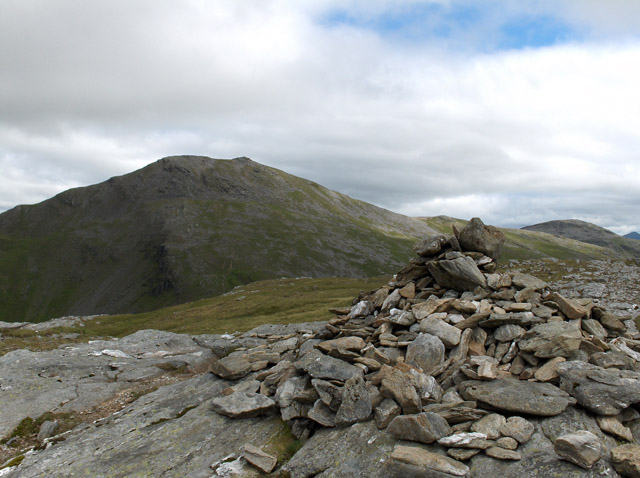
Blick vom Gipfel des Beinn a’ Chleibh nach Osten zum Ben Lui

Aufgrund seiner vergleichsweise geringen Höhe wird der Beinn a’ Chleibh deutlich vom östlich benachbarten massigeren Ben Lui überragt. Mit diesem ist er durch einen etwa 1,5 Kilometer langen breiten Grat über einem tieferen Sattel verbunden und wirkt vom Ben Lui aus als kleiner, im Gipfelbereich mit Gras bewachsener Vorgipfel ohne besondere Eigenständigkeit. Er fällt allerdings mit steilen Felswänden nach Norden und Nordosten ins Glen Lochy ab. Die meisten Munro-Bagger besteigen den Beinn a’ Chleibh im Rahmen einer Tour auf den Ben Lui, von dem aus der leichteste Anstieg über den verbindenden Grat möglich ist.